# Thomas Ludwig (Fußballspieler, 1960)

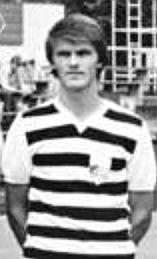
Thomas Ludwig 1982

Thomas Ludwig (* 21. Juni 1960 in Weimar) ist ein ehemaliger Thüringer Fußballspieler. Für den FC Carl Zeiss Jena spielte er in der DDR-Oberliga Erstligafußball, außerdem war er für eine Saison in der 2. Bundesliga aktiv.

## Sportliche Laufbahn
Ludwig begann seine fußballerische Laufbahn bei der landwirtschaftlichen Betriebssportgemeinschaft (BSG) im thüringischen Frankendorf. Mit zehn Jahren wechselte er in die Kreisstadt zur BSG Motor Weimar, wo er ab 1978 mit der 1. Mannschaft in der zweitklassigen DDR-Liga spielte. Nachdem er die Schulausbildung abgeschlossen hatte, absolvierte er eine Lehre zum Industriemonteur.
Mit Beginn der Saison 1982/83 wechselte der 1,79 m große Ludwig zum Oberligisten FC Carl Zeiss Jena. Dort bestritt er sofort die ersten drei Punktspiele als Mittelfeldakteur, danach wurde er unregelmäßiger eingesetzt, kam aber in seiner ersten Oberligasaison auf insgesamt 20 Punktspieleinsätze. In den folgenden Spielzeiten gelang es ihm nicht, sich in die Stammelf hineinzuspielen. Nachdem er 1984/85 nur ein Oberligaspiel am 1. Spieltag bestritt, kam er 1985/86 erst vom 11. Spieltag an wieder in die Oberligamannschaft. Von da an wurde er als Verteidiger eingesetzt, hauptsächlich als Vorstopper. Auf dieser Position stand er auch am 4. Juni 1988 im Endspiel um den DDR-Fußballpokal, das die Jenaer allerdings mit 0:2 in der Verlängerung verloren. In der nachfolgenden Saison 1988/89 hatte Ludwig mit 24 Spielen seine meisten Punktspieleinsätze. Anschließend stockte seine Karriere wieder, denn 1989/90 spielte er nur elfmal, 1990/91 nur fünfmal in der Oberliga.
In der letztgenannten Spielzeit qualifizierte sich der FC Carl Zeiss für die 2. Bundesliga. Ludwigs Einstand im Profifußball ließ sich zu Beginn der Saison 1991/92 verheißungsvoll an. In der Verteidigung der Jenaer spielend, absolvierte der inzwischen 31-Jährige die ersten 13 Punktspiele ohne Unterbrechung. Bis zur Winterpause kam er auf insgesamt 17 Meisterschaftsspiele, danach musste er verletzungsbedingt seine Laufbahn im Leistungssport aufgeben.
Ludwig absolvierte zehn Spielzeiten für den FC Carl Zeiss Jena und brachte es dabei auf 179 Pflichtspieleinsätze, in denen er als defensiv ausgerichteter Spieler auf neun Torerfolge kam. In der DDR-Oberliga bestritt er 120 Partien mit drei Toren und 17 Begegnungen der 2. Bundesliga ohne Torerfolg. Dazu kamen 21 DDR-Pokalspiele mit weiteren drei Toren. In den 12 Europapokalspielen die Jena während seiner aktiven Zeit absolvierte, kam Ludwig in neun Spielen zweimal zum Torerfolg. Dazu kommen noch zwölf Spiele im Intertoto-Wettbewerb, in denen Ludwig torlos blieb.